# جرمایا مسی
جرمایا مسی (مقدونی: Џеремаја Мејси؛ زادهٔ ۲۲ ژوئیهٔ ۱۹۸۲) بازیکن بسکتبال اهل ایالات متحده آمریکا است.
از باشگاه‌هایی که در آن بازی کرده‌است می‌توان به باشگاه بسکتبال رئال مادرید اشاره کرد.